# Ginástica aeróbica nos Jogos Asiáticos em Recinto Coberto de 2009
As competições de ginástica aeróbica nos Jogos Asiáticos em Recinto Coberto de 2009 ocorreram entre 1 e 3 de novembro. Quatro eventos foram realizados.

## Calendário
| Outubro/Novembro   | 28 | 29 | 30 | 31 | 1 | 2 | 3 | 4 | 5 | 6 | 7 | 8 | Finais |
| ------------------ | -- | -- | -- | -- | - | - | - | - | - | - | - | - | ------ |
| Ginástica aeróbica |    |    |    |    |   |   | 4 |   |   |   |   |   | 4      |

## Quadro de medalhas
| Ordem | País          | Medalha de ouro | Medalha de prata | Medalha de bronze |   |
| ----- | ------------- | --------------- | ---------------- | ----------------- | - |
| 1     | China         | 3               |                  |                   | 3 |
| 2     | Vietname      | 1               | 1                |                   | 2 |
| 3     | Coreia do Sul |                 | 2                | 2                 | 4 |
| 4     | Tailândia     |                 | 1                | 2                 | 3 |
| TOTAL | TOTAL         | 4               | 4                | 4                 | 2 |

## Medalhistas
| Evento                          | Ouro                                  | Prata                                                    | Bronze                                                   |
| Individual masculino (detalhes) | CHN China Xiaofeng Zhou               | KOR Coreia do Sul Jong Kun Song                          | THA Tailândia Nattawut Pimpa                             |
| Misto (detalhes)                | Ba Dong Vu Thi Thu Ha Tran VIE Vietnã | Kyung Ho Lee Yeonsun Park KOR Coreia do Sul              | Nattawut Pimpa Roypim Ngampeerapong THA Tailândia        |
| Individual feminino (detalhes)  | CHN China Jinxuan Huang               | THA Tailândia Roypim Ngampeerapong                       | KOR Coreia do Sul Hyun Kyung Shin                        |
| Trio (detalhes)                 | Le Tao Lei Che Chao Liu CHN China     | Ba Dong Vu Tien Phuong Nguyen Thi Thu Ha Tran VIE Vietnã | Won Ho Cho In Chan Hwang Guon Taek Kim KOR Coreia do Sul |